# Tomáš Pitr
Tomáš Pitr (* 25. února 1971) je český podnikatel v potravinářském průmyslu. Byl pravomocně odsouzen pro trestný čin krácení daní spolu s Miroslavem Provodem a dalšími. V současné době je zaměstnancem Energy Ústí nad Labem.

## Kariéra
První velké peníze vydělal počátkem 90. let 20. století na obchodech s tuzexovým rumem. Firma Tuzex jako jediná nemusela platit daň z obratu a Pitr nakupoval levný rum v Tuzexu a se značným ziskem ho prodával státním i soukromým velkoobchodům. V září 1994 se stal předsedou dozorčí rady nově založené První západočeské společnosti pro kapitálový trh. Později jeho firma skupovala budovy obchodních středisek a vydělávala pronájmem velkým řetězcům jako Delvita či Julius Meinl. Další jeho firma rozjela balení kávy Marila, značku si koupil v konkurzu. Podobně i velkou část majetku konzerváren Seliko.
V roce 2005 tehdejší premiér Jiří Paroubek na základě zprávy tajných služeb obvinil Pitra z rozpoutání aféry kolem privatizace Unipetrolu.

### Kauza Setuza
Ministr zemědělství Jaroslav Palas (ČSSD) posvětil prodej společnosti Setuza firmě Český olej ovládané Pitrem. Schválil opci na prodej státního podílu akcií firmy Setuza společnosti Český olej, která ovládla Setuzu poté, co na něj Podpůrný a garanční rolnický a lesnický fond (PGRLF) musel převést 38 % akcií firmy za 100 milionů korun. Následně bylo podáno trestní oznámení proti managementu PGRLF, který měl majetek Setuzy obhospodařovat, a na policii se obrátil i Úřad pro zastupování státu ve věcech majetkových. Trestní oznámení bylo založeno na tom, že šlo o cenu pro stát nevýhodnou.

### 5 let vězení za daňové podvody
V červnu 2006 byl odsouzen na pět let odnětí svobody za rozsáhlé daňové podvody z roku 1994. Vrchní soud v Praze mu zmírnil o tři a půl roku původní trest Městského soudu v Praze, který ho za daňové úniky ve výši 51 milionů korun odsoudil na 8,5 roku vězení. Ve stejném procesu byli odsouzeni i Pitrovi spolupracovníci Miroslav Provod, Jiří Syrovátko, Milan Jungr a Vratislav Romanovský.

### 6 let vězení za obchod s akciemi firem Setuza a Milo Surovárny
Městský soud v Praze jej odsoudil na 6 let odnětí svobody za obchody s akciemi Setuza a Milo Surovárny z roku 2000. Podle soudu Pitr s pomocí kompliců vyvedli akcie firem ze společnosti Agrocredit a způsobili škodu přesahující 700 milionů korun. Pitrův advokát Daniel Tetzeli se proti rozsudku odvolal.

### Útěk a dopadení
Když měl Pitr v červnu 2007 nastoupit do pankrácké věznice svůj pětiletý trest, utekl do zahraničí. Dopaden byl dne 26. července 2010 ve švýcarském Svatém Mořici. Ve Švýcarsku byl následně vyšetřován pro podezření z korupce v kauze „Mostecká uhelná“ a umístěn do vazby. Dne 4. dubna 2012 byl převezen zpět do České republiky do vazební věznice v Brně.

### Nové procesy
Ještě před návratem žádal Pitr o obnovu procesu v případě daňových deliktů, městský a později vrchní soud mu vyhověl. Na nový proces v případě akcií Setuzy a Milo Surováren má (jakožto odsouzený jako uprchlý) po návratu do vlasti právo ze zákona.
V novém procesu v případu akcií Setuzy a Milo Surováren byl 4. června 2012 odsouzen na tři roky nepodmíněně. Rozsudek je nepravomocný, státní zástupce se proti němu na místě odvolal.

### Podmínečně propuštěn
V listopadu 2012 byl Pitr předčasně podmínečně propuštěn za dobré chování. Podle svých slov se stará o parní elektrárnu v Ústí nad Labem; podle MF DNES se však pravděpodobně snaží o návrat do světa velkého obchodování.

## Odraz v kultuře
V roce 2016 český rapper Ektor zmínil Tomáše Pitra ve své písni Vodskok.